# دومانتاس سابونیس
دومانتاس سابونیس (انگلیسی: Domantas Sabonis؛ زادهٔ ۳ مهٔ ۱۹۹۶) بازیکن بسکتبال اهل لیتوانی است.
از باشگاه‌هایی که در آن بازی کرده‌است می‌توان به اکلاهما سیتی تاندر و ایندیانا پیسرز اشاره کرد.
وی در مسابقات کشوری و بین‌المللی در مجموع برندهٔ ۱ مدال طلا، ۱ مدال نقره شده‌است.